# Mistrzostwa Świata w Kajakarstwie Górskim 2021
41. Mistrzostwa świata w kajakarstwie górskim odbyły się w dniach 21–26 września 2021 w stolicy Słowacji Bratysławie.

## Klasyfikacja medalowa
| Miejsce | Państwo           | Złoto | Srebro | Brąz | Razem |
| ------- | ----------------- | ----- | ------ | ---- | ----- |
| 1       | Francja           | 3     | 0      | 0    | 3     |
| 2       | Czechy            | 2     | 2      | 1    | 5     |
| 2       | Niemcy            | 2     | 2      | 1    | 5     |
| 4       | Wielka Brytania   | 2     | 1      | 1    | 4     |
| 5       | Australia         | 1     | 0      | 0    | 1     |
| 6       | Słowacja          | 0     | 2      | 2    | 4     |
| 7       | Hiszpania         | 0     | 1      | 1    | 2     |
| 8       | Nowa Zelandia     | 0     | 1      | 0    | 1     |
| 8       | Włochy            | 0     | 1      | 0    | 1     |
| 10      | Austria           | 0     | 0      | 1    | 1     |
| 10      | RCF               | 0     | 0      | 1    | 1     |
| 10      | Słowenia          | 0     | 0      | 1    | 1     |
| 10      | Stany Zjednoczone | 0     | 0      | 1    | 1     |

## Medaliści
| Konkurencja:           | Złoto:                                                              | Srebro:                                                                    | Brąz:                                                             |
| C-1 mężczyzn           | Václav Chaloupka                                                    | Alexander Slafkovský                                                       | Franz Anton                                                       |
| C-1 drużynowo mężczyzn | Francja · Denis Gargaud Chanut · Martin Thomas · Nicolas Gestin     | Czechy · Lukáš Rohan · Václav Chaloupka · Vojtěch Heger                    | Słowacja · Matej Beňuš · Alexander Slafkovský · Marko Mirgorodský |
| K-1 mężczyzn           | Boris Neveu                                                         | Marcello Beda                                                              | Joan Crespo                                                       |
| K-1 extreme mężczyzn   | Joseph Clarke                                                       | Finn Butcher                                                               | Mario Leitner                                                     |
| K-1 drużynowo mężczyzn | Francja · Benjamin Renia · Boris Neveu · Mathieu Biazizzo           | Słowacja · Jakub Grigar · Martin Halčin · Adam Gonšenica                   | Słowenia · Martin Srabotnik · Peter Kauzer · Niko Testen          |
| C-1 kobiet             | Elena Lilik                                                         | Mallory Franklin                                                           | Gabriela Satková                                                  |
| C-1 drużynowo kobiet   | Czechy · Gabriela Satková · Martina Satková · Tereza Fišerová       | Hiszpania · Miren Lazkano · Núria Vilarrubla · Klara Olazabal              | RCF Ałsu Minazowa Polina Muchgaliejewa Zulfia Sabitowa            |
| K-1 kobiet             | Ricarda Funk                                                        | Elena Lilik                                                                | Kimberley Woods                                                   |
| K-1 extreme kobiet     | Jessica Fox                                                         | Elena Lilik                                                                | Evy Leibfarth                                                     |
| K-1 drużynowo kobiet   | Wielka Brytania · Kimberley Woods · Fiona Pennie · Mallory Franklin | Czechy · Lucie Nesnídalová · Kateřina Minařík Kudějová · Antonie Galušková | Słowacja · Eliška Mintálová · Jana Dukátová · Soňa Stanovská      |